# Cha Min-kyu
Cha Min-kyu, kor. 차민규 (ur. 16 marca 1993 w Anyang) – południowokoreański łyżwiarz szybki, wicemistrz olimpijski (2018 i 2022), dwukrotny mistrz uniwersjady (2017), brązowy medalista zimowych igrzysk azjatyckich (2017), dwukrotny medalista mistrzostw Azji na dystansach (2013).
W 2013 roku wystartował na mistrzostwach Azji w Changchun. W zawodach tych zdobył dwa medale – srebrny na dystansie 500 m i brązowy na 1000 m. 
W rozegranych w 2017 roku mistrzostwach świata na dystansach w Gangneung zajął 12. miejsce na dystansie 500 m. W tym samym roku zaprezentował się w zawodach łyżwiarskich podczas igrzysk azjatyckich w Sapporo i zdobył w nich brązowy medal w biegu na 500 m. Również w 2017 roku został dwukrotnym mistrzem zimowej uniwersjady w Ałmaty, triumfując w biegach łyżwiarskich na 500 i 1000 m.
W 2018 roku po raz pierwszy w karierze wystąpił na zimowych igrzyskach olimpijskich. Wystąpił w dwóch konkurencjach. Zdobył srebrny medal olimpijski w biegu na 500 m, ponadto zajął 12. miejsce w biegu na 1000 m.